# Базанков, Михаил Фёдорович
Михаил Фёдорович Базанков (5 октября 1937 — 14 декабря 2015) — советский и российский писатель, заслуженный работник культуры РФ (1992).

## Биография
Родился в селе Медведки Костромской области в семье крестьян.
Жизни его отца и старшего брата забрала война. С детства он познал и цену крестьянского труда. В селе Никола он окончил среднюю школу.
В 1965 году окончил Костромской педагогический институт, а в 1985 году — Высшие литературные курсы.
С 1956 по 1957 год работал бригадиром в леспромхозе, а с 1957 по 1958 год — сотрудником в районной газете, районном отделе культуры, собственным корреспондентом в костромской газете «Северная правда».
Долгое время преподавал в педагогическом училище эстетику.
В 1988 году Базанков был избран председателем Костромского отделения Союза Писателей России. Является главным редактором ежемесячной газеты «Литературная Кострома».
С 1981 года является членом Союза Писателей России. В 1995 году был назначен членом правления. С 1999 года входит в Совет секретарей Союза Писателей России.
В 1992 году Михаил Фёдорович Базанков был удостоен звания «Заслуженный работник культуры Российской Федерации».
Жил и работал в городе Костроме.

## Творчество
Начал печататься в 1955 году.
Автор нескольких десятков книг, многих публикаций в центральной и региональной периодике. Широкую известность получили его романы «Право памяти», «Вольному воля». Некоторые его произведения переведены на 12 языков мира, опубликованы за рубежом.
Создал множество ярких произведений, среди которых: «Если можешь прости», «С чем идёшь?», «Самая сладкая рябина», «Однажды утром» и множество других.
В своей главной книге, романе-хронике «Вольному воля» он показывает жизнь простого русского человека, сохраняющего свою нравственную сущность под гнетом репрессивного механизма, жизнь русской периферии во всей многоплановости.

## Награды и признание
Заслуженный работник культуры РФ, почётный гражданин города Костромы, лауреат премии имени Д. С. Лихачева, лауреат Всесоюзного литературного конкурса имени Василия Шукшина (2007).
Творческий вклад в культуру отмечен памятными медалями М. А. Шолохова и А. Н. Островского, многими дипломами, почётными грамотами.